# Treinadores da Associação Ferroviária de Esportes
Este artigo contém uma lista em ordem cronológica, provavelmente incompleta, de treinadores da Associação Ferroviária de Esportes.

## Ordem cronológica
Legenda:
     Treinador efetivo
     Treinador interino
 Ascensão
 Rebaixamento
| Treinador                    | Período                 | Principais feitos                                                                                        |  |
| ---------------------------- | ----------------------- | --- |  |
| 1950: Dados indisponíveis    |                         | |  |
| Zezinho                      | 1951 – 1952             | O associação entra na FPF, para disputar a Campeonato Paulista de Futebol - Série A2                     |  |
| Esteban Hory                 | 1952                    | |  |
| Abel Picabéa                 | 1953                    | |  |
| Caetano de Domenico          | 1953                    | |  |
| Armando Renganeschi          | 1954                    | |  |
| Capilé                       | 1955 – 1956             | É campeã na Série A2 e promovida à Série A1 de 1956                                                      |  |
| Picolim                      | 1956                    | |  |
| Rui Campos                   | 1957                    | |  |
| Picolim                      | 1957                    | |  |
| João Lima[carece de fontes?] | 1957                    | |  |
| José Guillermo Agnelli       | 1958                    | |  |
| 1959: Dados indisponíveis    |                         | |  |
| Bauer                        | 1960                    | |  |
| José Guillermo Agnelli       | 1960                    | |  |
| 1961: Dados indisponíveis    |                         | |  |
| Picolim                      | 1962                    | |  |
| Floreal Garro                | 1962                    | |  |
| Modesto Bría                 | 1962                    | |  |
| Picolim                      | 1962                    | |  |
| Francisco Sarno              | 1962                    | |  |
| Capilé                       | 1963                    | |  |
| Floreal Garro                | 1963                    | |  |
| José Guillermo Agnelli       | 1964                    | |  |
| Sylvio Pirillo               | 1964                    | |  |
| Armando Renganeschi          | 1965                    | |  |
| Floreal Garro                | 1965                    | |  |
| Picolim                      | 1965                    | |  |
| Carlito Roberto              | 1965                    | 16.ª e última colocação no Série A1 e rebaixada à Série A2 de 1966                                       |  |
| Cilinho                      | 1966                    | |  |
| Picolim                      | 1966                    | |  |
| Manga                        | 1966                    | Campeã da Campeonato Paulista de 1966 - Primeira Divisão (atual Série A2) e promovida à Série A1 de 1967 |  |
| Diede Lameiro                | 1967                    | |  |
| Vail Mota                    | 1968                    | 3.ª colocada no Campeonato Paulista de 1968                                                              |  |
| 1969: Dados indisponíveis    |                         | |  |
| Fernando Sátiro              | 1970                    | |  |
| Vail Mota                    | 1970                    | |  |
| Almeida                      | 1971                    | |  |
| Zezito                       | 1971                    | |  |
| Bazzani                      | 1972                    | |  |
| Carlos Alberto Silva         | 1972                    | |  |
| José Guillermo Agnelli       | 1973                    | |  |
| Vicente Arenari              | 1974                    | |  |
| Bazzani                      | 1974                    | |  |
| Ilzo Nery                    | 1974                    | |  |
| Vail Mota                    | 1975                    | |  |
| Bazzani                      | 1976                    | |  |
| Vail Mota                    | 1977                    | |  |
| Bazzani                      | 1977                    | Campeã do Torneio Incentivo de 1977                                                                      |  |
| Aymoré Moreira               | 1977                    | |  |
| Bazzani                      | 1977                    | |  |
| Luís Bocucci                 | 1978                    | |  |
| Vail Mota                    | 1978                    | |  |
| Floreal Garro                | 1978                    | |  |
| Marão                        | 1978                    | |  |
| Sérgio Clérice               | 1979                    | |  |
| Mário Travaglini             | 1980                    | |  |
| José Carlos Fescina          | 1980                    | |  |
| Diede Lameiro                | 1980                    | |  |
| Cláudio Garcia               | 1980                    | |  |
| Bazzani                      | 1981                    | |  |
| Dudu                         | 1981                    | |  |
| Roberto Brida                | 1981                    | |  |
| Bazzani                      | 1982                    | |  |
| Sérgio Clérice               | 1982                    | |  |
| Diede Lameiro                | 1982                    | |  |
| Sebastião Lapola             | 1983                    | |  |
| Roberto Brida                | 1983                    | |  |
| Diede Lameiro                | 1983                    | |  |
| Tadeu Carvalho               | 1983                    | |  |
| Mazinho                      | 1984                    | |  |
| José Carlos Fescina          | 1984                    | |  |
| Roberto Brida                | 1984                    | |  |
| Sérgio Clérice               | 1984                    | |  |
| Vail Mota                    | 1985                    | |  |
| Bazzani                      | 1985                    | |  |
| 1986: Dados indisponíveis    |                         | |  |
| Sérgio Clérice               | 1987                    | |  |
| Luiz Patti Filho             | 1988                    | |  |
| Fernando Paolillo            | 1988                    | |  |
| Zezito                       | 1988                    | |  |
| Laone Luiz Luz               | 1989                    | |  |
| Vail Mota                    | 1989                    | |  |
| Mazinho                      | 1990                    | |  |
| Fito Neves                   | 1990                    | |  |
| René Simões                  | 1991                    | |  |
| Fantato                      | 1991 – 1992             | |  |
| Bazzani                      | 1992                    | |  |
| Bazzani                      | 1992                    | |  |
| Vail Mota                    | 1992                    | |  |
| Wilson Carrasco              | 1993                    | |  |
| Vail Mota                    | 1993                    | |  |
| Rubens Minelli               | 1994                    | |  |
| José Galli Neto              | 1994                    | |  |
| Marcão                       | 1994                    | Vice-campeã no Campeonato Brasileiro de 1994 - Série C e promovida à Série B de 1995                     |  |
| José Galli Neto              | 1994                    | |  |
| Mazinho                      | 1995                    | |  |
| Vail Mota                    | 1995                    | |  |
| Luís Paulo Bustamante        | 1995                    | |  |
| Vail Mota                    | 1995 – 1996             | |  |
| Wilson Carrasco              | 1996                    | |  |
| Sérgio Clérice               | 1996                    | 16.ª e última colocação no Campeonato Paulista de 1996 e rebaixada à Série A2 de 1997                    |  |
| Waldir Peres                 | 1997                    | |  |
| José Galli Neto              | 1997                    | Última colocação na Série A2 e rebaixada à Série A3 de 1998                                              |  |
| Mazinho                      | 1998                    | |  |
| Bazzani                      | 1999                    | |  |
| Carlos Rabello               | 1999                    | |  |
| João Ricardo                 | 1999                    | |  |
| Bazzani                      | 2000                    | |  |
| Marco Antônio Machado        | 2000                    | |  |
| Marcão                       | 2000                    | Última colocação na Série A3 e rebaixada à B1 de 2001                                                    |  |
| Carlos Rabello               | 2001                    | |  |
| Zé Humberto                  | 2001 – 2002             | 4.ª colocada no B1 de 2001 e promovida à Série A3                                                        |  |
| Édson Mariano                | 2002                    | |  |
| Dorival Júnior               | 2002                    | |  |
| Pardal                       | 2003                    | Última colocação na Série A3 e rebaixado à B1 de 2004                                                    |  |
| Douglas Neves                | 2004 – 2005             | |  |
| Márcio Ribeiro               | 2004                    | 2.ª colocação na B1 de 2004 e promovida à Série A3                                                       |  |
| Carlos Rossi                 | 2005                    | |  |
| Douglas Neves                | 2005                    | |  |
| Toninho Moura                | 2005 – 2006             | |  |
| João Martins                 | 2006                    | |  |
| Édison Só                    | 2006 – 2008             | Campeã da Copa Federação Paulista de Futebol de 2006 · 2.ª colocação na Série A3 e promovida à Série A2  |  |
| Ferreira                     | 2008                    | |  |
| Telão                        | 2008                    | |  |
| Paulo César Catanoce         | 2008                    | |  |
| Édison Só                    | 2008                    | |  |
| Douglas Neves                | 2009                    | |  |
| Carlos Rabello               | 2009                    | |  |
| Toninho Moura                | 2009                    | |  |
| João Martins                 | 2009 – 2010             | Última colocada na Série A2 e rebaixada à Série A3                                                       |  |
| Felício Cunha                | 2010                    | Vice-campeã na Série A3 e promovida à Série A2 de 2011                                                   |  |
| João Martins                 | 2010 – 2011             | |  |
| Felício Cunha                | 2011                    | |  |
| Paulo César Catanoce         | 2011 – 2012             | |  |
| Ito Roque                    | 2012 – 2013             | |  |
| Paulo César Catanoce         | 2012 – 2013             | |  |
| Jorge Saran                  | 2013                    | |  |
| Moisés Egert                 | 2013                    | |  |
| Jorge Saran                  | 2013                    | |  |
| Jorge Saran                  | 2013                    | |  |
| Fabrício Maia                | 2013                    | |  |
| Vílson Taddei                | 2013 – 2014             | |  |
| Picoli                       | 2014                    | |  |
| Aílton Silva                 | 2014                    | |  |
| Milton Mendes                | 2014 – 2015             | 2015: Campeã na Série A2 e promovida à Série A1 de 2016                                                  |  |
| Ednélson                     | 2015                    | |  |
| Sérgio Vieira                | 2015 – 2016             | |  |
| Picoli                       | 2016 – 2017             | |  |
| PC de Oliveira               | 2017 – 2018             | |  |
| Vinícius Munhoz              | 2018 – 2019             | |  |
| Marcelo Vilar                | 2020                    | |  |
| Sérgio Soares                | 2020                    | |  |
| Dado Cavalcanti              | 2020                    | |  |
| Paulo Roberto Santos         | 2020                    | |  |
| Pintado                      | 2021                    | |  |
| Elano                        | 26/042021 – 23/03/2022  | |  |
| Thiago Carpini               | 2022                    | |  |
| Vinícius Munhoz              | 2022 – 2023             | |  |
| Elano                        | 2023 – 07/06/2023       | 16.ª colocada no Campeonato Paulista de 2023 e rebaixada à Série A2 de 2024                              |  |
| Alexandre Lopes              | 09/06/2023 – 18/06/2023 | |  |
| Alexandre Lopes              | 19/06/2023 – 29/01/2024 | 2023: Conquista o acesso ao Série C para o ano de 2024                                                   |  |
| Gabriel Remédio              | 30/01/2024 – 31/01/2024 | |  |
| Vinícius Bergantin           | 01/02/2024 – 21/07/2024 | |  |
| Junior Rocha                 | 22/07/2024 – 16/02/2025 | |  |
| Vinícius Bergantin           | 17/02/2025 – atual      | |  |

## Estatísticas

### Melhores aproveitamentos nos últimos anos
| Pos. | Treinador            | Período(s) | J  | V  | E  | D  | GP  | GC | SG | %      |
| ---- | -------------------- | --- | -- | -- | -- | -- | --- | -- | -- | ------ |
| 1.º  | Milton Mendes        | 26 de janeiro de 2015 – 20 de abril de 2015                                                                                      | 17 | 13 | 1  | 3  | 34  | 12 | 22 | 78,43% |
| 2.º  | Édison Só            | 16 de setembro de 2006 – 22 de março de 2008 19 de julho de 2008 – 10 de outubro de 2008                                         | 92 | 43 | 28 | 21 | 150 | 92 | 58 | 56,88% |
| 3.º  | Felício Cunha        | 10 de março de 2010 – 25 de maio de 2010 5 de fevereiro de 2011 – 27 de março de 2011                                            | 29 | 14 | 6  | 9  | 57  | 42 | 15 | 55,17% |
| 4.º  | João Martins         | 15 de julho de 2006 – 13 de setembro de 2006 12 de julho de 2009 – 7 de março de 2010 4 de julho de 2010 – 29 de janeiro de 2011 | 65 | 29 | 15 | 21 | 86  | 76 | 10 | 53,74% |
| 5.º  | Ito Roque            | 11 de fevereiro de 2012 – 24 de fevereiro de 2013                                                                                | 52 | 23 | 12 | 17 | 71  | 64 | 7  | 51,92% |
| 6.º  | Paulo César Catanoce | 26 de abril de 2008 – 3 de maio de 2008 17 de julho de 2011 – 8 de fevereiro de 2012                                             | 30 | 10 | 9  | 11 | 37  | 35 | 2  | 43,33% |